# Scatmother
Scatmother ist ein deutsches Power-Electronics-Projekt.

## Geschichte
Kopf des Projektes ist Hagen Verkhaner, der eigenen Angaben zufolge um das Jahr 2009 herum die Genres Power Electronics und Harsh Noise entdeckte. Seine ersten eigenen Schritte als Musiker hätten vor allem auf digitalen Sounds sowie bearbeiteten Feldaufnahmen basiert und seien, so Verkhaner in einem Interview, „etwas unbeholfen“ gewesen. Als Gründungsjahr von Scatmother gibt er 2014 an, als er analoges Equipment erwarb und sich mit mehr Ehrgeiz dieser musikalischen Spielart widmete.
Die ersten drei Alben Purulent Sublimity, Flowers of Maltreatment und Vaniticism erschienen ab 2015 im Jahresrhythmus über das finnische Musiklabel Filth and Violence. Nach einem Jahr Pause folgte 2019 über Dunkelheit Produktionen das Split-Album Sacrificial Rites of Devotion mit Chaos Cascade. Inspiration erhielt der Musiker für dieses Werk u. a. von Julius Evola und Friedrich Nietzsche sowie aus dem Bhagavad Gita.
Im Jahr 2020 veröffentlichte das Projekt zwei Werke (Sadotantra und das Split-Album Hentai Femdom Aktionismus mit Pissoir Rouge) und 2021 drei (Vivikta und zwei Split-Alben).
Über Scatmother hinaus lebt sich der Musiker hinter dem Projekt zudem in den Nebenprojekten Penetration Squadron und Citalopram Shunyata aus. Das erstgenannte Projekt beschreibt er als Power Electronics im Geiste des prototypischen Materials aus den 1980er Jahren, das zweitgenannte sei „purer Harsh Noise“.

## Stil
Der Stil des Projektes wird wahlweise als „harsh Power Electronics“ oder als Power Electronics beschrieben. Innerhalb dieses Genres war der Stil auf Sacrificial Rites of Devotion eher im mittleren Tempo angesiedelt und „unheimlicher“ („a creepier, more mid-paced side of power electronics“), während er auf Sadotantra „gewalttätiger und aggressiver“ („a more violent & aggressive side“) wahrgenommen wurde. Bei dem Webzine Voices from the Dark Side wurde Sadotantra als Album beschrieben, das „Power Electronic mit Harsh Noise, Post-Industrial und ohrenbetäubendem Lärm vermischt“.

## Diskografie

### Alben
- 2015: Purulent Sublimity (Filth and Violence)
- 2016: Flowers of Maltreatment (Filth and Violence)
- 2017: Vaniticism (Filth and Violence)
- 2019: Sacrificial Rites of Devotion (Split-Album mit Chaos Cascade, Dunkelheit Produktionen)
- 2020: Sadotantra (Dunkelheit Produktionen)
- 2020: Hentai Femdom Aktionismus (Split-Album mit Pissoir Rouge, Obsessive Fundamental Realism)
- 2021: Grizzly Fetish / Reek of the Unzen Gas Fumes × Scatmother / 苦虫 (Split-Album mit Grizzly Fetish, Reek of the Unzen Gas Fumes und 苦虫)
- 2021: Holden Caulfield (Split-Album mit Azoikum, Nil By Mouth Recordings)
- 2021: Vivikta (Dunkelheit Produktionen)

### Singles und EPs
- 2018: Ejakulation Antikosmos (7"-EP, Total Black)
- 2019: Doctrines of Submission (Antipatik Records)